# Conus wallangra
Espèce
Statut de conservation UICN

 DD  : Données insuffisantes
Conus wallangra est une espèce de mollusques gastéropodes marins de la famille des Conidae.
Comme toutes les espèces du genre Conus, ces escargots sont prédateurs et venimeux. Ils sont capables de « piquer » les humains et doivent donc être manipulés avec précaution, voire pas du tout.

## Description
La taille de la coquille varie entre 25 mm et 50 mm.

## Distribution
Cette espèce marine est endémique à l'Australie et se trouve au large de Nouvelle-Galles du Sud et Queensland.

### Niveau de risque d’extinction de l’espèce
Selon l'analyse de l'UICN réalisée en 2011 pour la définition du niveau de risque d'extinction, Beechey suggère une aire de répartition qui correspond à environ 950 km de côte entre Caloundra, Queensland et Stanwell Park, New South Wales (Beechey 2010). Cette espèce est présente de 40 m à 160 m. Il est considéré comme très peu commun dans son aire de répartition restreinte et il semble qu'aucun nouveau spécimen n'ait été récolté depuis 1970. Bien que cette espèce ait une petite aire de répartition, elle n'est pas connue pour avoir des menaces majeures, car la collecte dans les zones est fortement limitée. Cependant, en raison de sa rareté et du manque de données, elle est classée dans la catégorie Données insuffisantes.

## Taxonomie

### Publication originale
L'espèce Conus wallangra a été décrite pour la première fois en 1961 par le malacologiste australien Thomas A. Garrard (d) dans « Journal of the Malacological Society of Australia »,.

### Synonymes
- Conus (Plicaustraconus) wallangra (Garrard, 1961) · appellation alternative
- Floraconus wallangra Garrard, 1961 · non accepté (combinaison originale)
- Plicaustraconus wallangra (Garrard, 1961) · non accepté